# José Lanuza
José Lanuza (fl. 1715 - 1756) fue un maestro de capilla español.

## Vida
Lanuza fue alumno de José de Cáseda, con el que estudió en La Seo de Zaragoza.
En 1715 sucedió a Francisco Solanilla en el cargo de maestro de capilla de la Catedral de Barbastro, cargo en el que permanecería hasta 1717. Se sabe que José Lanuza fue maestro de capilla de la Catedral de Huesca del 6 de diciembre de 1717 hasta mayo de 1722, momento en el que desaparece el cargo como tal en la Catedral y pasa a unirse al de organista.
El 19 de septiembre de 1727 fue nombrado maestro de capilla de la Catedral de Zaragoza, La Seo. El nombramiento fue contestado el 25 de ese mes por Manuel Martín en una carta dirigida al cabildo solicitando que «se declare nula la elección hecha en don José Lanuza, alegando ser incapaz, por ser casado, para obtener la Ración de Magisterio». El 27 de octubre el cabildo se dio por enterado por escrito, pero no se tomaron más acciones.
Durante su maestría en Zaragoza, en 1729 se nombró organista primero a Joaquín de Nebra. En 1737 se le concedió la renta que tenían sus antecesores. Es muy probable que fuese maestro del que posteriormente sería su sucesor en el cargo, Francisco Javier García Fajer, «El Españoleto», ya que estaba en el cargo durante la estancia del Españoleto en los infantes del coro de la Seo. También estudió con Lanuza Valero Moreno y Polo, maestro de capilla de la Catedral de Tortosa.
Se jubiló en junio de 1756 y se pasó el magisterio a Francisco Javier García.

## Obra

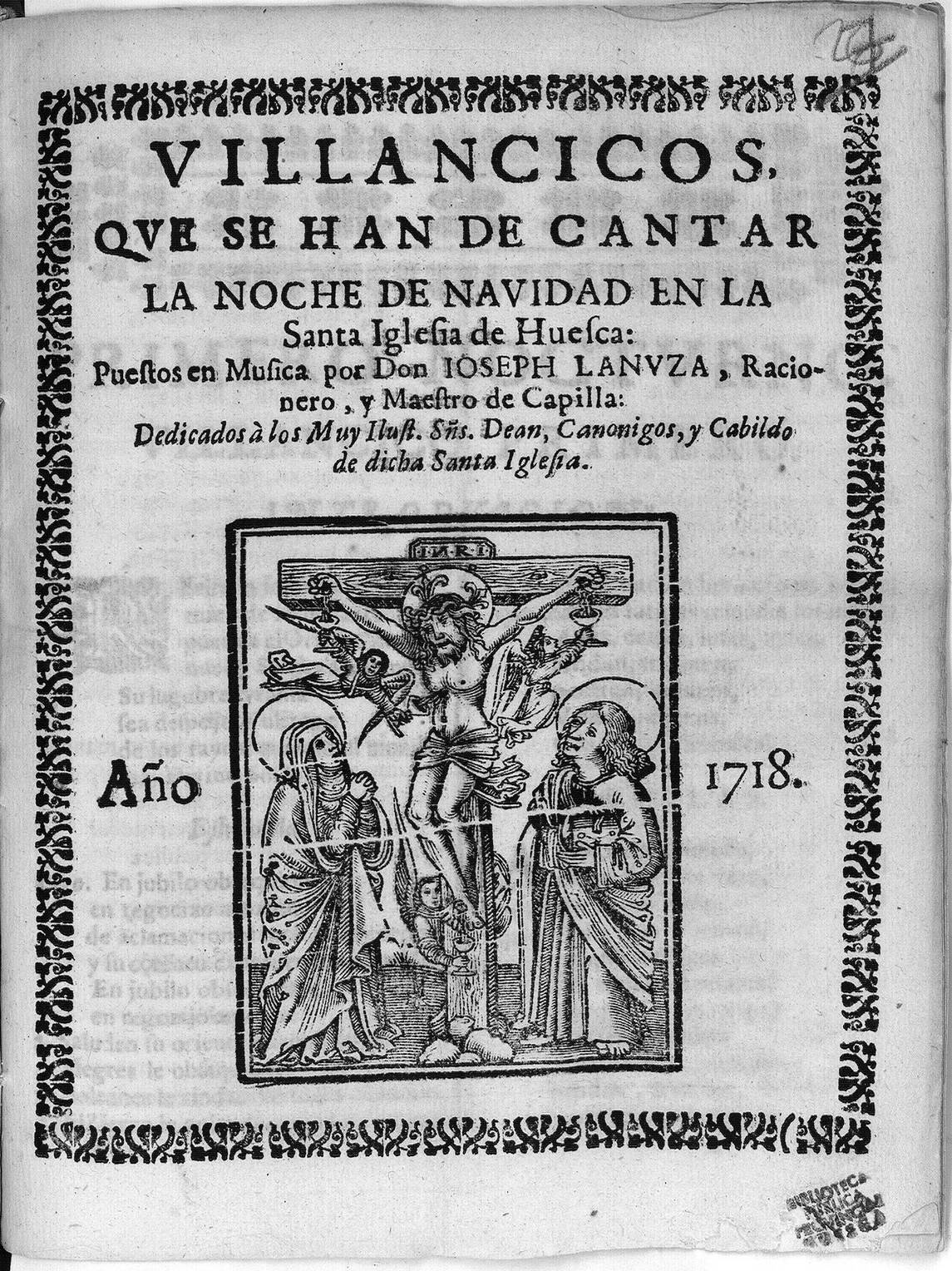
Villancicos que se han de cantar la noche de Navidad en la Santa Iglesia de Huesca (1718)

En la Catedral de Barbastro se conservan un salmo, un magnificat y un dúo al nacimiento.
Se conservan numerosos villancicos de Lanuza. Entre ellos, los dedicados a Santo Dominguito destacan por su fijación con los judíos, tema que los villancicos y oratorios de la época habían desarrollado con un vocabulario negativo: serpientes, áspides, dragones, leones, monstruos, veneno, huracán, oscuridad o Goliat.